# 김도겸
김도겸(金道謙, 1993년 3월 15일~)은 대한민국의 쇼트트랙 선수이다.